# Platoir flamand

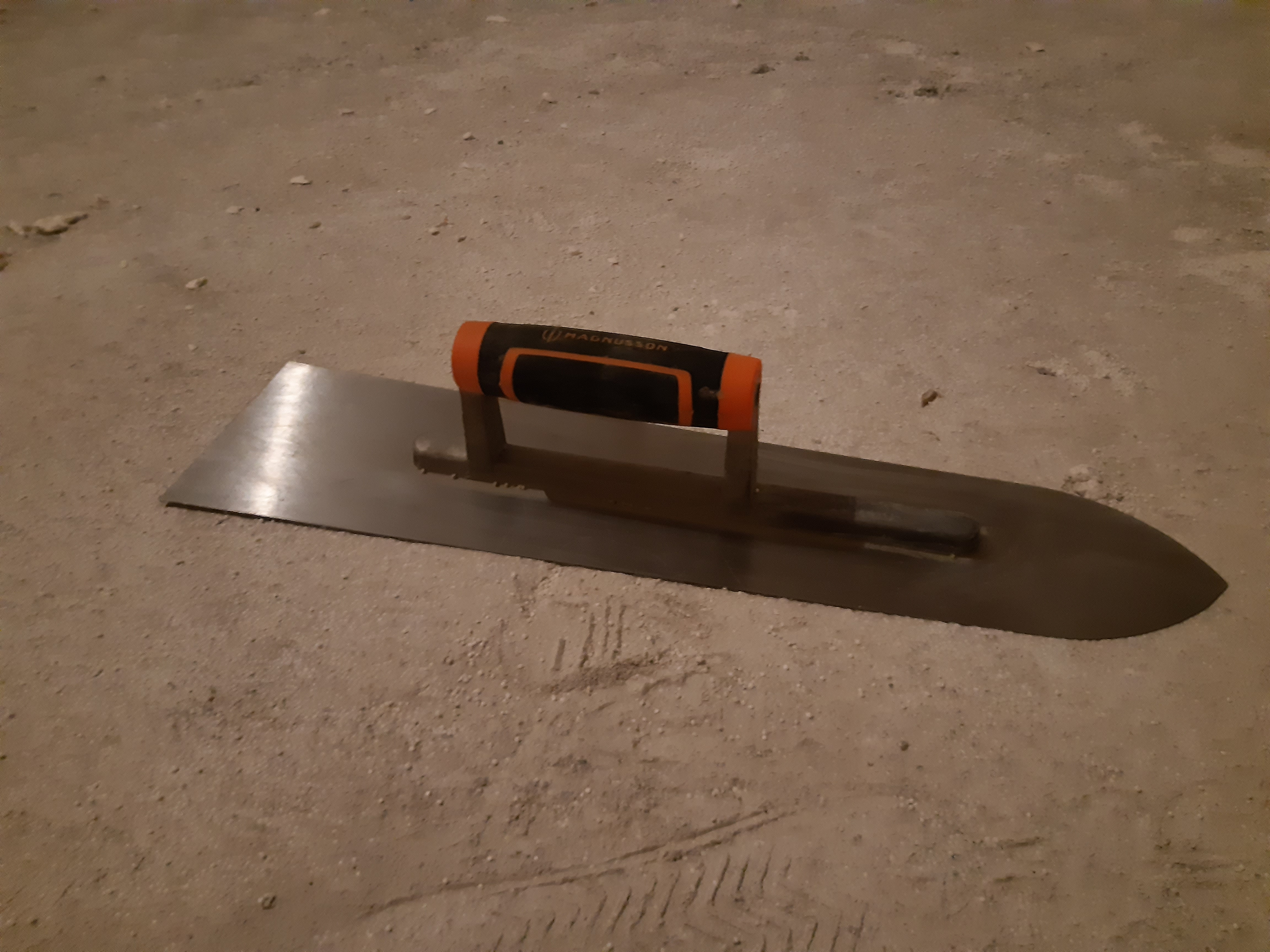
Platoir flamand.

Un platoir flamand ou platoir de chapiste est un outil utilisé en maçonnerie pour aplatir et lisser une chape. Se maniant d'une main, il est composé d'une plaque fine de forme allongée, se terminant en triangle pour travailler les coins, et d'une poignée. Il est généralement employé en dernier lieu, après le lissage grossier au moyen d'une règle à araser.